# Municipio de Bremen (Illinois)
El municipio de Bremen (en inglés: Bremen Township) es un municipio ubicado en el condado de Cook en el estado estadounidense de Illinois. En el año 2010 tenía una población de 110118 habitantes y una densidad poblacional de 1.123,48 personas por km².

## Geografía
El municipio de Bremen se encuentra ubicado en las coordenadas 41°36′6″N 87°44′6″O / 41.60167, -87.73500. Según la Oficina del Censo de los Estados Unidos, el municipio tiene una superficie total de 98.02 km², de la cual 97.72 km² corresponden a tierra firme y (0.3%) 0.3 km² es agua.

## Demografía
Según el censo de 2010, había 110118 personas residiendo en el municipio de Bremen. La densidad de población era de 1.123,48 hab./km². De los 110118 habitantes, el municipio de Bremen estaba compuesto por el 57.91% blancos, el 31.96% eran afroamericanos, el 0.25% eran amerindios, el 1.9% eran asiáticos, el 0.03% eran isleños del Pacífico, el 5.81% eran de otras razas y el 2.15% pertenecían a dos o más razas. Del total de la población el 13.39% eran hispanos o latinos de cualquier raza.